# Pomeni imen asteroidov: 180001–190000
Pregled pomenov imen asteroidov (malih planetov) od številke 180.001 do 190.000, ki jim je Središče za male planete dodelilo številko in so pozneje dobili tudi uradno ime  v skladu z dogovorjenim načinom imenovanja. Pregled je preverjen z Schmadelovim “Slovarjem imen malih planetov” (“Dictionary of Minor Planet Names”). 
Pregled pojasnjuje izvor oziroma pomen imen asteroidov, ki ga je priznala Mednarodna astronomska zveza (IAU). Nekateri asteroidi imajo imajo dodatno pojasnilo o izvoru imena, ki pa vedno ni popolnoma zanesljivo (oznaka “†” ali “‡“). 
| Ime                                                | Začasna oznaka  | Izvor imena |
| 180.001–181.000                                    | 180.001–181.000 | 180.001–181.000 |
| 180001–180100                                      | 180001–180100   | 180001–180100 |
| 180101–180200                                      | 180101–180200   | 180101–180200 |
| 180201–180300                                      | 180201–180300   | 180201–180300 |
| 180301–180400                                      | 180301–180400   | 180301–180400 |
| 180401–180500                                      | 180401–180500   | 180401–180500 |
| 180501–180600                                      | 180501–180600   | 180501–180600 |
| 180601–180700                                      | 180601–180700   | 180601–180700 |
| 180701–180800                                      | 180701–180800   | 180701–180800 |
| -------------------------------------------------- | --------------- | --- |
| 180739 Barbet                                      | 2004 KX7        | Alix Barbet, francoski arheolog in pisec in Jean Barbet, francoski letalski inženir † |
| 180801–180900                                      |                 | |
| 180901–181000                                      |                 | |
| 181.001–182.000                                    |                 | |
| 181001–181100                                      |                 | |
| 181101–181200                                      |                 | |
| 181201–181300                                      |                 | |
| 181279 Iapyx                                       | 2006 BF8        | Iapus, sin Jasosa in ljubljenec Apolona, zdravilec Eneasa med trojansko vojno in mitološki ustanovitelj dežele Apulije †                                                                   |
| 181301–181400                                      |                 | |
| 181401–181500                                      |                 | |
| 181483 Ampleforth                                  | 2006 TA95       | vas Ampleforth, Anglija, kraj, kjer je benediktinska skupnost samostana Ampleforth, tukaj se je šolal odkritelj (Ampleforth College) in kjer je pokopališče, kjer je pokopan njegov očim † |
| 181501–181600                                      |                 | |
| 181601–181700                                      |                 | |
| 181627 Philgeluck                                  | 2006 XZ5        | Philippe Geluck (rojen 1954), belgijski komedijant, humorist in izdelovalec risank, avtor znanega komičnega stripa "Le Chat" (Maček) †                                                     |
| 181701–181800                                      |                 | |
| 181801–181900                                      |                 | |
| 181901–182000                                      |                 | |
| 182.001–183.000                                    |                 | |
| 182001–182100                                      |                 | |
| 182101–182200                                      |                 | |
| 182201–182300                                      |                 | |
| 182301–182400                                      |                 | |
| 182401–182500                                      |                 | |
| 182501–182600                                      |                 | |
| 182592 Jolana                                      | 2001 TF257      | Jolana Kürtiova, žena Stefana Kürtija, ki je odkril in kmalu izmeril položaj asteroida †                                                                                                   |
| 182601–182700                                      |                 | |
| 182701–182800                                      |                 | |
| 182801–182900                                      |                 | |
| 182901–183000                                      |                 | |
| 183.001–184.000                                    |                 | |
| 183001–183100                                      |                 | |
| 183101–183200                                      |                 | |
| 183114 Vicques                                     | 2002 RU140      | občina Vicques v kantonu Jura, Švica, kjer je Observatorij Jura-Vicques (Jurassien-Vicques Observatory) †                                                                                  |
| 183201–183300                                      |                 | |
| 183294 Langbroek                                   | 2002 TB382      | Marco Langbroek, nizozemski arheolog in ljubiteljski astronom † |
| 183301–183400                                      |                 | |
| 183401–183500                                      |                 | |
| 183501–183600                                      |                 | |
| 183601–183700                                      |                 | |
| 183701–183800                                      |                 | |
| 183801–183900                                      |                 | |
| 183901–184000                                      |                 | |
| 184.001–185.000                                    |                 | |
| V tem območju številk še ni imenovanih asteroidov. |                 | |
| 184001–184100                                      |                 | |
| 184101–184200                                      |                 | |
| 184201–184300                                      |                 | |
| 184301–184400                                      |                 | |
| 184401–184500                                      |                 | |
| 184501–184600                                      |                 | |
| 184601–184700                                      |                 | |
| 184701–184800                                      |                 | |
| 184801–184900                                      |                 | |
| 184901–185000                                      |                 | |
| 185.001–186.000                                    |                 | |
| 185001–185100                                      |                 | |
| 185101–185200                                      |                 | |
| 185201–185300                                      |                 | |
| 185301–185400                                      |                 | |
| 185401–185500                                      |                 | |
| 185501–185600                                      |                 | |
| 185554 Bikushev                                    | 2008 AB5        | Artyom Bikushev, obetajoči študent astronomije na Državni univerzi v Kazanu, umrl je zelo mlad †                                                                                           |
| 185576 Covichi                                     | 2008 BL15       | vzdevek Covadonga Lacruz Camblor, hčerke odkritelja † |
| 185601–185700                                      |                 | |
| 185633 Rainbach                                    | 2008 DO         | Rainbach, Avstrija, kraj, kjer je Observatorij Gaisberg (Sternwarte Gaisberg), kjer so odkrili ta asteroid †                                                                               |
| 185701–185800                                      |                 | |
| 185801–185900                                      |                 | |
| 185901–186000                                      |                 | |
| 186.001–187.000                                    |                 | |
| V tem območju številk še ni imenovanih asteroidov. |                 | |
| 186001–186100                                      |                 | |
| 186101–186200                                      |                 | |
| 186201–186300                                      |                 | |
| 186301–186400                                      |                 | |
| 186401–186500                                      |                 | |
| 186501–186600                                      |                 | |
| 186601–186700                                      |                 | |
| 186701–186800                                      |                 | |
| 186801–186900                                      |                 | |
| 186901–187000                                      |                 | |
| 187.001–188.000                                    |                 | |
| 187001–187100                                      |                 | |
| 187101–187200                                      |                 | |
| 187201–187300                                      |                 | |
| 187301–187400                                      |                 | |
| 187401–187500                                      |                 | |
| 187501–187600                                      |                 | |
| 187601–187700                                      |                 | |
| 187679 Folinsbee                                   | 2008 DC5        | Robert E. Folinsbee (1917 – 2008), kanadski geolog na Univerzi Alberte † |
| 187680 Stelck                                      | 2008 DE5        | Charles R. Stelck (rojen 1917), kanadski paleontolog, stratigraf in učitelj † |
| 187700 Zagreb                                      | 2008 EG8        | mesto Zagreb, glavno mesto Hrvaške † |
| 187701–187800                                      |                 | |
| 187801–187900                                      |                 | |
| 187901–188000                                      |                 | |
| 188.001–189.000                                    |                 | |
| 188001–188100                                      |                 | |
| 188101–188200                                      |                 | |
| 188201–188300                                      |                 | |
| 188301–188400                                      |                 | |
| 188401–188500                                      |                 | |
| 188501–188600                                      |                 | |
| 188601–188700                                      |                 | |
| 188701–188800                                      |                 | |
| 188801–188900                                      |                 | |
| 188847 Rhipeus                                     | 2006 FT9        | Rhipeus, bojevnik, ki je umrl med borbo z Eneasom pri padcu Troje † |
| 188901–189000                                      |                 | |
| 189.001–190.000                                    |                 | |
| 189001–189100                                      |                 | |
| 189011 Ogmios                                      | 1997 NJ6        | Ogmios, Keltski bog zaščitnik učenjakov, ki pooseblja govorništvo in prepričevanje † |
| 189101–189200                                      |                 | |
| 189201–189300                                      |                 | |
| 189202 Calar Alto                                  | 2003 SM15       | Observatorij Calar Alto v gorah Sierra de los Filabres v Andaluziji, južna Španija † |
| 189301–189400                                      |                 | |
| 189401–189500                                      |                 | |
| 189501–189600                                      |                 | |
| 189601–189700                                      |                 | |
| 189701–189800                                      |                 | |
| 189801–189900                                      |                 | |
| 189901–190000                                      |                 | |

| Predhodnik: 170.001–180.000 | Pomeni imen asteroidov Seznam asteroidov | Naslednik: 190.001–200.000 |